# Ruellia tarapotana
Ruellia tarapotana är en akantusväxtart som beskrevs av Gustav Lindau. Ruellia tarapotana ingår i släktet Ruellia och familjen akantusväxter. Inga underarter finns listade i Catalogue of Life.